# Sarıçiçek, Bingöl
Sarıçiçek là một xã thuộc thành phố Bingöl, tỉnh Bingöl, Thổ Nhĩ Kỳ. Dân số thời điểm năm 2010 là 2.01 người.